# La Chapelle-aux-Naux
La Chapelle-aux-Naux là một xã thuộc tỉnh Indre-et-Loire trong vùng Centre-Val de Loire ở miền trung nước Pháp.